# Holental

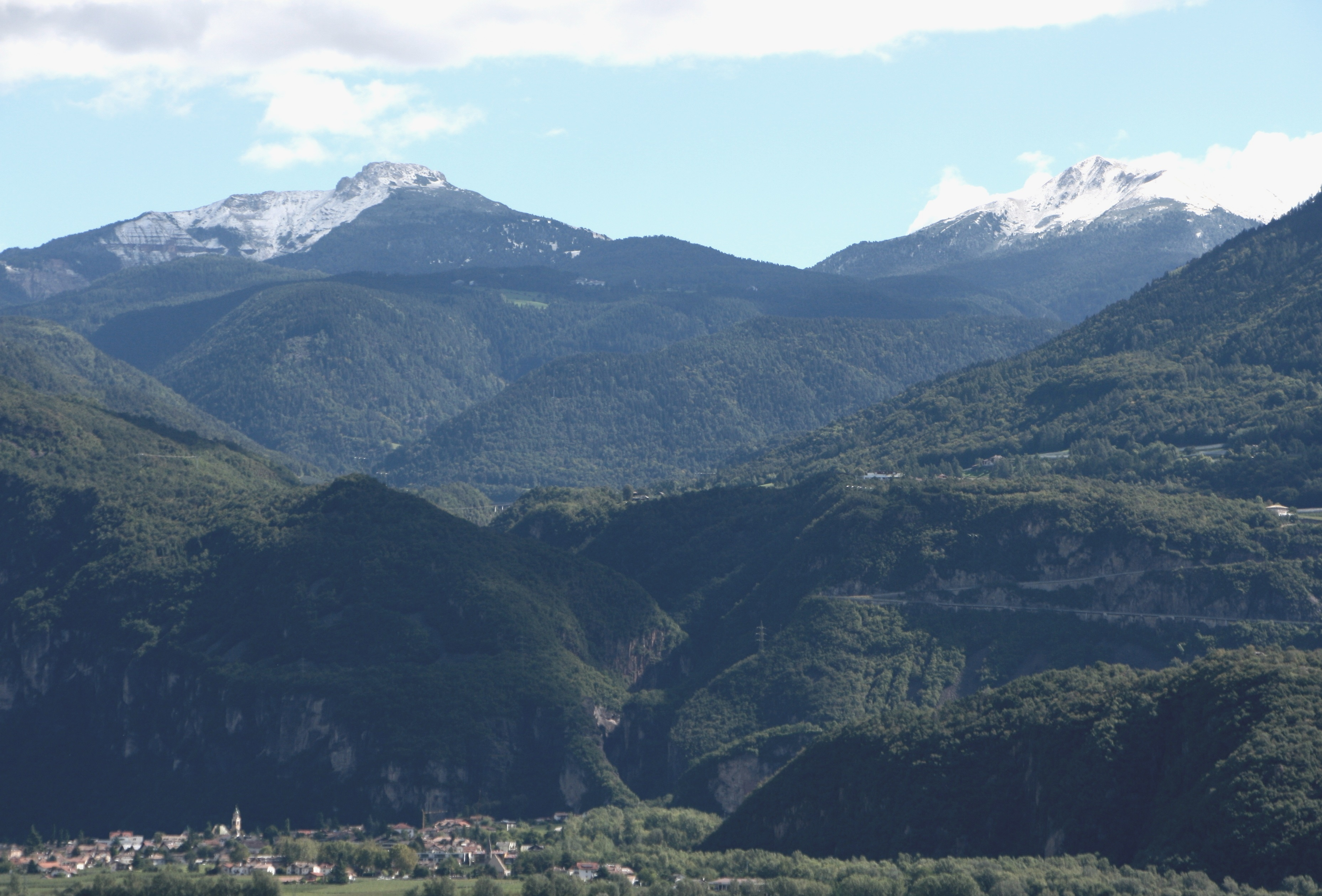
Der Ausgang des Holentals von Westen, links davor Auer, im Hintergrund Weißhorn (links) und Schwarzhorn (rechts)

Das Holental ist ein orographisch linkes Seitental des Unterlandes in Südtirol. Entwässert wird es durch den Schwarzenbach. Für das namentlich relativ unbekannte Tal finden sich auch die Bezeichnungen Hohlental, Höhlental oder Höllental, der untere Abschnitt ist dabei als Schwarzenbachschlucht bekannt und als Naturdenkmal geschützt.
Das Holental zweigt bei Auer als tief eingegrabene Schlucht ostwärts in die zu den Fleimstaler Alpen gerechneten Höhenzüge zwischen Etsch- und Fleimstal ab. Begleitet wird es dabei auf der nördlichen Seite vom Regglberg, auf der südlichen von dem Cislon vorgelagerten Terrassen. Die zunächst weglose und naturbelassene Schlucht weitet sich erst nach knapp drei Kilometern bei der Aldeiner Brücke, der längsten Südtirols, etwas auf. In einer kleinen Talweitung nahe der Einmündung des Bletterbachs in den Schwarzenbach befindet sich die Ortschaft Holen (auch Hohlen geschrieben). Weiter oberhalb zieht sich die nun nicht mehr Holental genannte Talfurche gegen Südosten an Kaltenbrunn vorbei bis nach San Lugano bzw. zum San-Lugano-Sattel hinauf, wobei der Schwarzenbach bereits vorher in sein Quelltal Richtung Radein und Schwarzhorn abzweigt. 
Administrativ gehört die orographisch linke Talseite nahezu vollständig zur Gemeinde Montan, während die rechte zwischen Auer und Aldein aufgeteilt ist.